# Franciszek Kubacz
Franciszek Kubacz (ur. 17 maja 1868 w Nowym Zieluniu, zm. 14 stycznia 1933 w Gdańsku) – działacz gdańskiej Polonii, przewodniczący lokalnej Macierzy Szkolnej (1921–1926), poseł do Volkstagu (1920–1928).

## Życiorys

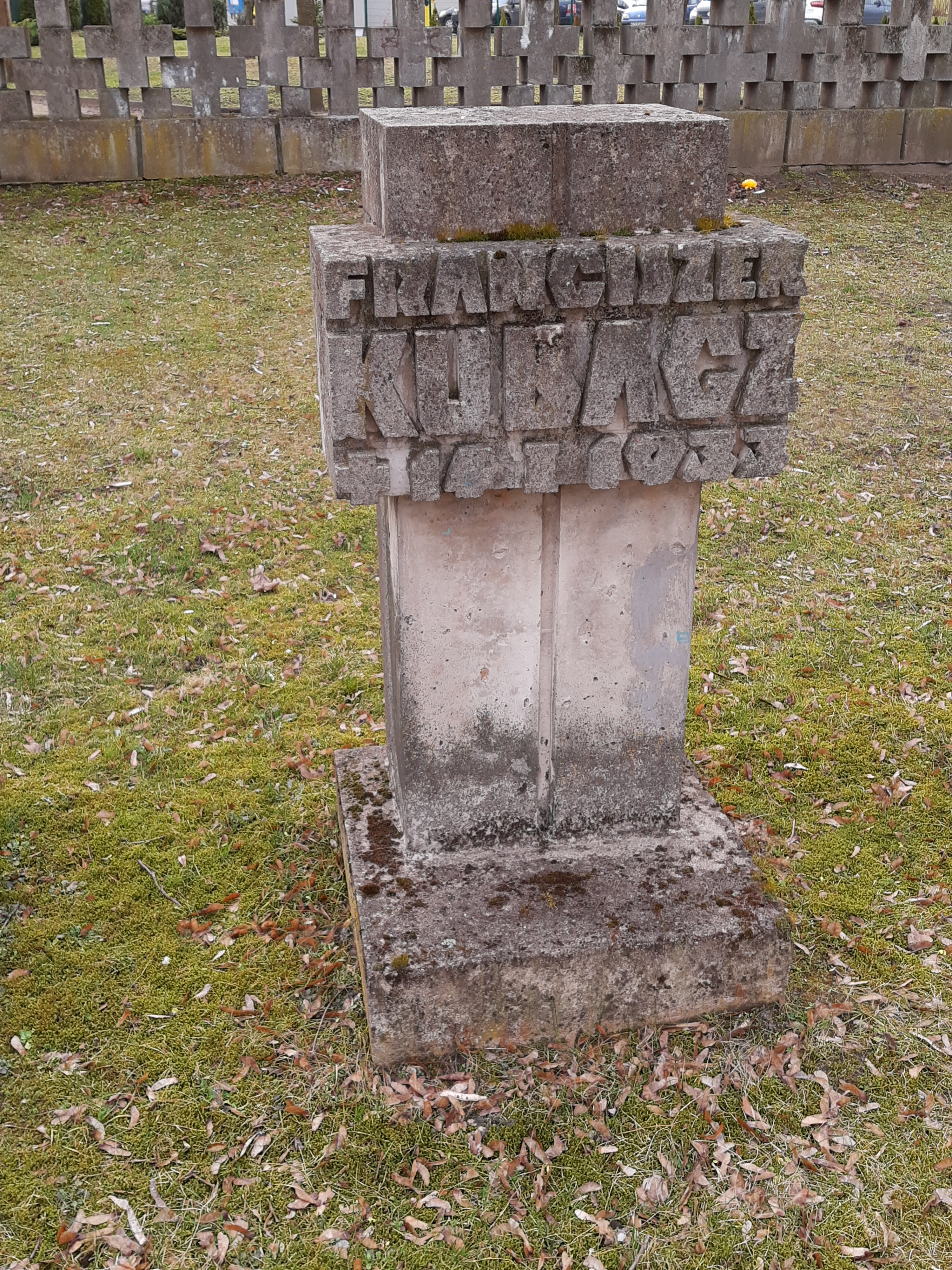
Grób Franciszka Kubacza na Cmentarzu Ofiar Hitleryzmu na Zaspie

Urodził się w rodzinie drobnomieszczańskiej. Absolwent gimnazjów w Lubawie i Koronowie oraz studiów medycznych w Würzburgu i Rostocku. Od 1892 pracował w gdańskim Szpitalu Miejskim. Po 1895 prezes Towarzystwo-Kulturalnego "Ogniwo". W 1903 został współzałożycielem Banku Ludowego w Gdańsku. W grudniu 1919 został przewodniczącym polskiej Rady Ludowej na miasto Sopot, będąc zarazem członkiem rady miejskiej Gdańska. 
W marcu 1920  jako przedstawiciel ludności polskiej został powołany do tzw. Rady Państwa (Staatsrat) - utworzonej przez pełnomocnika Głównych Mocarstw Sprzymierzonych sir Reginalda Towera. 
W maju 1920 wraz z 6 innymi posłami z listy polskiej wszedł do gdańskiej konstytuanty, a w l. 1924-1928, wybrany z listy polskiej, sprawował mandat posła do Volkstagu II kadencji. W 1920 był prezesem podkomisariatu Naczelnej Rady Ludowej w Gdańsku. Brał udział w opracowywaniu konwencji polsko-gdańskiej.
W latach 1921–1926 przewodniczył pracom Gdańskiej Macierzy Szkolnej. Dał się poznać jako gorący zwolennik budowy Gimnazjum Polskiego w Gdańsku. Prezes Polskiego Towarzystwa Muzycznego w Gdańsku i członek Towarzystwa Przyjaciół Nauki i Sztuki w Gdańsku, Związku Zawodowego Lekarzy Wolnego Miasta Gdańska i Stowarzyszenia Lekarzy w Gdańsku.
Od 1921 członek-założyciel i wiceprezes związanej z Narodową Demokracją Gminy Polskiej w Wolnym Mieście Gdańsku. Krytykował politykę rządu RP wobec mniejszości polskiej nad Motławą, zarzucając sanacji podsycanie konfliktów ideowych i personalnych wewnątrz Gminy. Z tego powodu pod koniec lat 20. wycofał się z działalności publicznej.
W 1923 odznaczony Krzyżem Kawalerskim Orderu Odrodzenia Polski.